# José Bayardo Mairena Ramírez
José Bayardo Mairena Ramírez (Jano, 1958 – Juticalpa, 26 de marzo de 2010) fue un periodista de radio hondureño. 
El 26 de marzo de 2010, Mairena y su colega Manuel de Jesús Juárez, fueron asesinados producto por armas de fuego. Mairena y Juarez habían acabado su programa de radio cuando su vehículo fue atacado cerca de la ciudad de Juticalpa al este del Departamento de Olancho. Juarez tenía 52 años cuando murió.
Mairena fue uno de los cinco periodistas asesinados en Honduras durante el marzo de 2010.